# Sân bay Manono
Sân bay Manono (IATA: MNO, ICAO: FZRA) là một sân bay ở Manono, Cộng hòa Dân chủ Congo.